# Пастернак Марія Іванівна
Марія Іванівна Пастернак, відоміша як Марія Пастернакова (англ. Maria Pasternak; 1897, Львів — 1983, Торонто) — українська і канадська педагогиня, журналістка, критикиня. Одна з авторів Енциклопедії українознавства (відділ «Народний і мистецький танець»).

## Життєпис
Народилась у Львові 1897 року. Здобула освіту в першій жіночій школі ім. Т. Шевченка під егідою Руського педагогічного товариства у Львові, а також у музичному інституті ім. М. Лисенка.
Вчителювала у Львові.
Після Другої світової війни спочатку виїхала до Німеччини, потім до Канади.
Авторка статей і рецензій, надрукованих у західноукраїнських, канадських і американських часописах: «Душа і танок», «Давня і сьогочасна пантоміма», «На службі Терпсихори», «Сильветки українських танечниць» та ін.
Була одружена з українським археологом Ярославом Пастернаком. 

## Вибрані праці
- Пастернакова М. Українська жінка в хореографії. Вінніпег: Trident Press, 1963. — 216 с
- Пастернакова М. Зайняття в дитячому садку: методичні вказівки. Торонто: Об'єднання українських педагогів Канади, 1959. — 80 с.